# Pittosporum gatopense
Pittosporum gatopense är en tvåhjärtbladig växtart som beskrevs av André Guillaumin. Pittosporum gatopense ingår i släktet Pittosporum och familjen Pittosporaceae. Inga underarter finns listade.